# Rio (Film)
Rio ist ein US-amerikanischer Animationsfamilienfilm in 3D der Blue Sky Studios und wurde in Co-Produktion mit 20th Century Fox produziert. In die deutschen Kinos kam der Film am 7. April 2011.
Die letzten beiden Spixaras sollen den Fortbestand ihrer Art sichern. Der männliche Blu wuchs in Gefangenschaft auf und ist flugunfähig, die weibliche Jewel konnte vor Schmugglern gerettet werden. Beim ersten Treffen der beiden werden sie erneut von Schmugglern gefangen genommen. Sie können fliehen, müssen sich aber aneinandergekettet durch Rio de Janeiro schlagen.

## Handlung
Der Hauptcharakter Blu ist das letzte Männchen seiner Art der Spixara, der als Jungtier von Schmugglern aus seiner Heimat Rio de Janeiro gebracht wurde und mittlerweile bei der Buchhändlerin Linda in Minnesota lebt. Eines Tages kommt der Ornithologe Tulio in die Kleinstadt Moose Lake und erklärt Linda, dass Blu benötigt würde, um seine Art zu retten. Diese willigt ein und fliegt mit Blu nach Rio de Janeiro.
Dort angekommen, kommt Blu in eine Voliere mit seiner letzten Artgenossin, der freiheitsliebenden, rebellischen Jewel, deren Gedanken nichts mit der Rettung ihrer Art, sondern einzig und allein mit Flucht zu tun haben. Nachts werden die beiden Aras mithilfe des Gelbhaubenkakadus Nigel von dem Straßenjungen Fernando gestohlen und zu Vogelschmugglern gebracht. Von dort aus können sie fliehen, wobei Blu Jewel gestehen muss, nie fliegen gelernt zu haben. Mithilfe des Riesentukans Rafael, den sie im Urwald treffen, machen sie sich auf den Weg zu Luiz, einer Bulldogge, die dabei helfen soll, die Ketten, mit denen Jewel und Blu aneinander gekettet sind, loszuwerden, damit sich ihre Wege wieder trennen können.
Unterwegs treffen sie auf den Graukardinal Pedro und seinen Kumpel, den Gelbbauchgirlitz Nico, von denen sie fortan begleitet werden. Rafael, Pedro und Nico versuchen immer wieder, das ungleiche Paar zusammenzuführen. Das Oberhaupt der Schmugglerbande will die Tiere unter keinen Umständen einfach ziehen lassen, da sie reich werden wollen. Also schickt er Nigel los, um sie wieder einzufangen.
Während des Filmes muss sich Blu einem inneren Konflikt (ob Minnesota seine wahre Heimat sein kann), einer Bande diebischer Marmosettenaffen und seiner Flugangst stellen. Nachdem er Luiz erreicht hat und die Ketten gelöst sind, fliegt Jewel hoch in die Luft und wirbelt dort oben mit den anderen umher, während Blu sie nur vom Boden aus beobachten kann. Daraufhin stürmt er frustriert davon, wobei Jewel ihn aufhalten will. Es kommt zu einem Streit. Sie ziehen in entgegengesetzte Richtungen. Jewel, die weit weg fliegen möchte, um ihren Schmerz zu verdrängen, wird in der Luft von Nigel aufgegriffen und sogleich zu den Vogelschmugglern gebracht. Die Augenzeugen Nico und Pedro, welche sofort zu Blu fliegen, der in Begleitung von Rafael seine Besitzerin Linda sucht, erzählen ihm von der Entführung. Blu eilt mit Pedro, Nico, Rafael und Luiz sofort zur Rettung seiner Freundin, die im Trubel des Karnevals in einem Paradewagen festgehalten wird. Dort laufen sie Linda und Tulio, verkleidet als Spixaras, über den Weg, die Blu und Jewel hier vermuteten. Blu entschließt sich jedoch dazu, zunächst Jewel zu befreien.
Blu und seine gefiederten Freunde werden jedoch ebenfalls gefangen genommen und werden, in Käfige gesperrt, am Flugplatz in ein kleines Flugzeug verladen. Linda, die einen Paradewagen gestohlen hat und mit Tulio zu dem Flugplatz eilt, kommt um Sekunden zu spät und das Flugzeug hebt ab. Auf dem Weg kann Blu seinen und die Käfige der anderen gefangenen Tiere aufbrechen, da er keine Schwierigkeiten mit dem Öffnen von Sperrvorrichtungen hat. Die Vögel können alle fliehen, während Blu und Jewel noch von Nigel aufgehalten werden. Während des letzten Kampfes, bei dem Blu Nigel endgültig besiegt, wird Jewels Flügel gebrochen. Die nun flugunfähige Jewel stürzt aus dem Flugzeug, Blu springt ihr aus Liebe hinterher und schafft es auf den letzten Metern vor dem Aufprall, die Flügel auszubreiten und sich und Jewel zu retten, indem er endlich fliegt.
Mit Jewel in den Klauen fliegt er zurück zum Flugplatz, wo Linda noch schluchzend in den Armen Tulios liegt; sie hatte bereits jegliche Hoffnung verloren. Am Ende bleibt Linda bei Tulio in Rio, sie nehmen Fernando auf und arbeiten miteinander als Tierschützer. Blu und Jewel haben mittlerweile eine Familie gegründet.

## Erfolg
Rio hat bei Produktionskosten von 90 Millionen US-Dollar weltweit rund 483,9 Millionen US-Dollar eingespielt und ist damit einer der erfolgreichsten Filme 2011.
In Deutschland wurden bundesweit 1.752.119 Besucher an den Kinokassen gezählt; der Film belegt damit den 21. Platz der meistbesuchten Kinofilme 2011.

## Kritiken
Der Film erhielt größtenteils positive Kritiken. Bei Rotten Tomatoes fielen 72 % von 145 Kritiken positiv aus. Bei IMDb erreichte er (mit 7,0/10) eine gute Bewertung. Bei Metacritic bekam er eine Durchschnittswertung von 63 % basierend auf 29 Kritiken.

„Vor allem für Kinder dürfte Rio ein riesiger Spaß sein, allein aufgrund der Farbenpracht und der Musik. Auch die Vögel erweisen sich als sehr liebenswerte Charaktere und animieren zum mitfiebern. Aber auch ältere Kinobesucher können sich hier unterhalten. Natürlich ist die Geschichte eher auf jüngere Besucher zugeschnitten und so manch eine Entwicklung mag kritisch beäugt zur Verstimmung führen, doch wer gerne einmal wieder einen netten, leicht verdaulichen, bunten Film sehen möchte und zudem noch gerne Samba-Rhythmen hört, der ist mit Rio auf keinen Fall schlecht beraten.“

„Der von Ice Age-Regisseur Carlos Saldanha inszenierte Trickfilm begeistert mit zurückhaltend eingesetzten 3D-Effekten, rasanten Actionszenen, originellen Charakteren und einem mitreißenden Soundtrack. […] Fazit: Diese Paradiesvögel haben den Rhythmus im Blut – perfektes Entertainment für die ganze Familie“

„Figuren und Kulisse mögen neu sein, der verspielte Umgang mit den sympathischen Charakteren, der liebenswerte Humor und die ausgefeilten Actionsequenzen, die in der Tradition des Slapsticks stehen, entlarven Saldanha jedoch als Liebhaber klassischen Zeichentricks. Furchterregend ist sein Bösewicht. […] Nicht ganz gelungen ist die Kombination aus Menschen- und Tierfiguren, Vierbeiner und Federvieh spielen die gezeichneten Menschen an die Wand und haben die Lacher stets auf ihrer Seite. […] Schön anzusehen sind die Totalen der Stadt, Zuckerhut, Christus-Statue und Copacabana inklusive – die ‚Schauplätze‘ werden ideal genutzt, selbst die Seilbahn auf den Pão de Açúcar wird in die Handlung integriert.“

Der Film wurde von der Deutschen Film- und Medienbewertung (FBW) mit dem Prädikat wertvoll ausgezeichnet.

## Synchronisation
Die deutsche Synchronisation entstand nach einem Dialogbuch von Klaus Bickert unter der Dialogregie von Frank Schaff im Auftrag der Berliner Synchron.

### Menschen
| Rolle    | Originalsprecher  | Deutsche Sprecher |
| -------- | ----------------- | ----------------- |
| Linda    | Leslie Mann       | Kaya Marie Möller |
| Tulio    | Rodrigo Santoro   | Alexander Doering |
| Fernando | Jake T. Austin    | Sebastian Fitzner |
| Marcel   | Carlos Ponce      | Oliver Stritzel   |
| Tipa     | Jeffrey Garcia    | Stefan Krause     |
| Armando  | Davi Vieira       | Martin Kautz      |
| Sylvio   | Bernardo de Paula | Tobias Meister    |

### Tiere
| Rolle       | Tier             | Originalsprecher  | Deutsche Sprecher      |
| ----------- | ---------------- | ----------------- | ---------------------- |
| Blu         | Spixara          | Jesse Eisenberg   | David Kross            |
| Jewel       | Spixara          | Anne Hathaway     | Johanna Klum           |
| Rafael      | Riesentukan      | George Lopez      | Roberto Blanco         |
| Nigel       | Gelbhaubenkakadu | Jemaine Clement   | Christian Brückner     |
| Luiz        | Bulldogge        | Tracy Morgan      | Dennis Schmidt-Foß     |
| Pedro       | Graukardinal     | Will.i.am         | Itchyban               |
| Nico        | Gelbbauchgirlitz | Jamie Foxx        | Mr. Reedoo             |
| König Mauro | Marmosettenaffe  | Brian Baumgartner | Marcel Collé           |
| Chloe       | Gans             | Wanda Sykes       | Philine Peters-Arnolds |

## Auszeichnungen
| Awards                          | Awards | Awards                                                | Awards                                                                       | Awards    |
| Preis                           | Jahr   | Kategorie                                             | Nominierte                                                                   | Ergebnis  |
| ------------------------------- | ------ | ----------------------------------------------------- | ---------------------------------------------------------------------------- | --------- |
| Oscar                           | 2012   | Bester Song für Real in Rio                           | Sérgio Mendes, Carlinhos Brown, Siedah Garrett                               | Nominiert |
| Annie Award                     | 2012   | Best Animated Feature                                 | 20th Century Fox, Blue Sky Studios und Twentieth Century Fox Animation       | Nominiert |
| Annie Award                     | 2012   | Character Animation in an Animated Feature Production | Jeff Gabor                                                                   | Gewonnen  |
| Annie Award                     | 2012   | Directing in an Animated Feature Production           | Carlos Saldanha                                                              | Nominiert |
| Annie Award                     | 2012   | Music in an Animated Feature Production               | Mikael Mutti, Siedah Garrett, Carlinhos Brown, Sérgio Mendes und John Powell | Nominiert |
| Annie Award                     | 2012   | Production Design in an Animated Feature Production   | Thomas Cardone, Kyle Macnaughton und Peter Chan                              | Nominiert |
| Annie Award                     | 2012   | Voice Acting in a Animated Feature Production         | Jemaine Clement                                                              | Nominiert |
| World Soundtrack Awards         | 2011   | Soundtrack Composer of the Year                       | John Powell (auch für Kung Fu Panda 2 und Milo & Mars)                       | Nominiert |
| Saturn Award                    | 2012   | Bester Animationsfilm                                 |                                                                              | Nominiert |
| People’s Choice Awards          | 2012   | Favorite Animated Movie Voice                         | Anne Hathaway                                                                | Nominiert |
| Teen Choice Awards              | 2011   | Choice Animated Movie Voice                           | Anne Hathaway                                                                | Nominiert |
| Nickelodeon Kids’ Choice Awards | 2012   | Lieblings-Animationsfilm                              | 20th Century Fox, Blue Sky Studios                                           | Nominiert |

## Fortsetzung
Die Fortsetzung Rio 2 – Dschungelfieber wurde im Januar 2012 von Sérgio Mendes erstmals erwähnt und erschien im Frühjahr 2014.